# Radiodermite
La radiodermite est une maladie due à une exposition trop importante à des radiations. Elle est caractérisée par des lésions cutanées induites par les radiations ionisantes. 

## Description

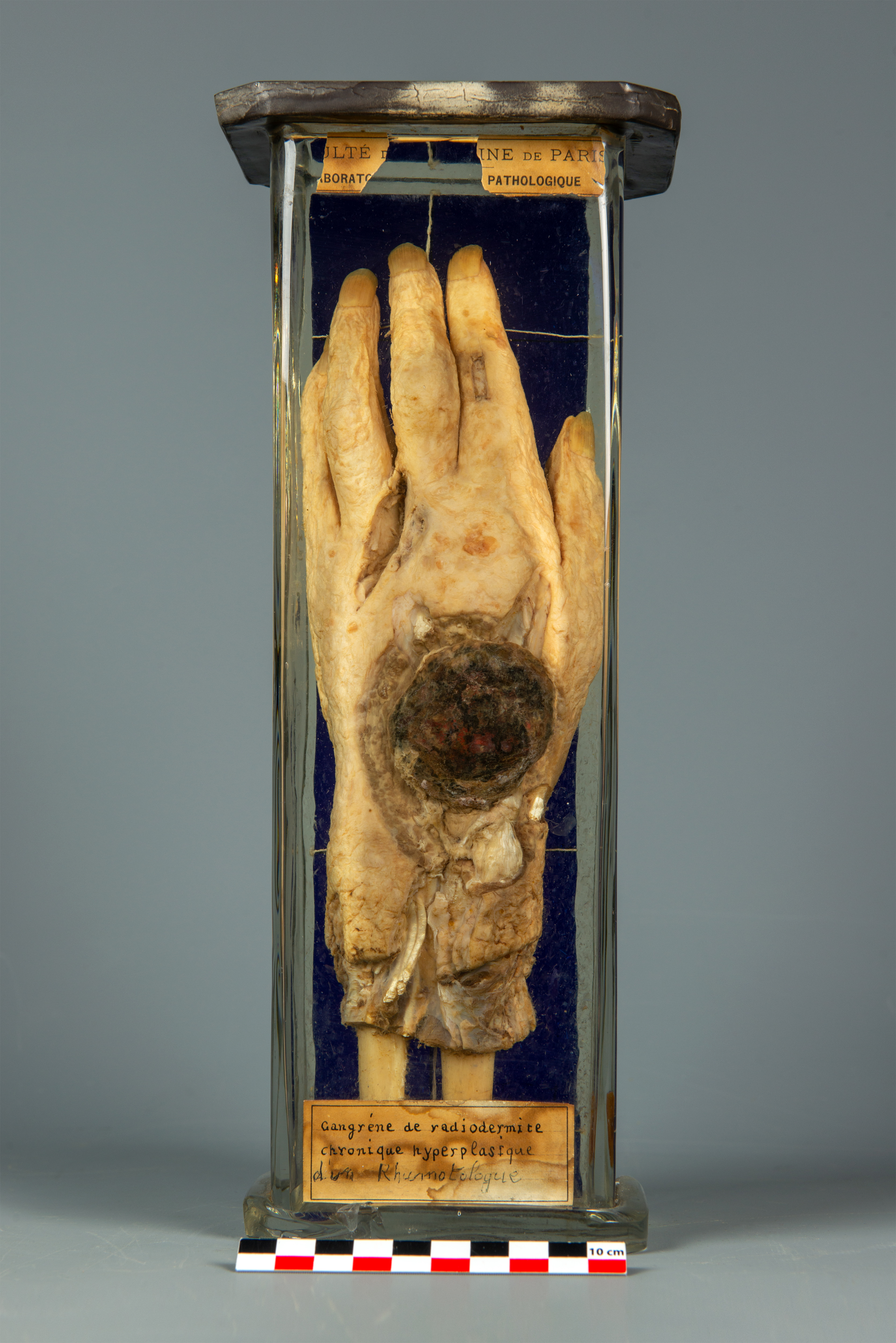
Main gauche atteinte de radiodermite chronique hyperplasique. Conservée au Musée Dupuytren.

La radiodermite peut être défini comme une réaction inflammatoire affectant la peau à la suite d'une irradiation. La manifestation des symptômes va dépendre de l'intensité et de la manière dont est survenu cette irradiation.
Les cas de radiodermite se distinguent principalement entre les radiodermites aigües et les radiodermites chroniques.

### Radiodermite aigües
Les radiodermites aigües sont lésions aiguës qui prédominent sur les tissus à renouvellement rapide. Elles sont notamment un effet secondaire possible et fréquent des traitements par radiothérapie. En effet, afin d'atteindre les cellules cancéreuses, les rayons ionisants vont traverser la peau du patient, ce qui peut occasionner un stress voire la mort des cellules cutanées. 
Elles apparaissent peu de temps après l'exposition aux rayons ionisants (dans les jours ou les semaines qui suivent). 4 degrés de gravité sont définis, en relation directe avec l'importance de la dose reçue : 
- Grade 1 : dose reçue inférieure à 5 grays. Il est caractérisé par un érythème souvent accompagné de sensations de cuisson et d’œdème (avec parfois une chute des poils).
- Grade 2 : dose reçue entre 5 et 12 grays. Il est caractérisé par un érythème et un œdème d’intensité moyenne, associé à une desquamation et un aspect pigmenté de la peau. La chute des poils est importante, mais réversible.
- Grade 3 : dose reçue entre 12 et 24 grays. la radiodermite exsudative est caractérisée par l'apparition de cloques qui lorsqu'elles disparaissent laissent l'épiderme à nu durant plusieurs semaines. La chute des poils est presque totale.
- Grade 4 : dose reçue au delà de 25 grays. la radionécrose aiguë est caractérisée par un ulcère profond qui résulte d'une destruction (nécrose) complète de la peau. La perte de poils et de cheveux est irréversible.

#### Dermite de rappel
La dermite de rappel, réactivation de la radiodermite aigüe, après plusieurs mois ou plusieurs années de la radiodermite initiale. La réaction inflammatoire réapparait limitée à la zone préalablement irradiée.

### Radiodermite chronique
Les radiodermites chroniques, résultant d’une déplétion tardive et progressive de cellules à renouvellement faible. Elle survient des mois ou des années après l'exposition et s'aggrave avec le temps.

## Traitement
Plusieurs études étant actuellement en cours, la question de l'existence d'un traitement curatif dans le cadre de la radiodermite n'est pas tranchée. Suivant la gravité de la radiodermite, plusieurs produits peuvent être prescrits au patient, comme des crème à la trolamine ou des antiseptiques asséchant. Dans les cas de nécrose, une intervention chirurgicale est généralement nécessaire.
A l'issue de la session de traitement, il peut être recommandé au patient d'éviter de s'exposer au soleil et d'appliquer des lotions favorisant l'hydratation et la cicatrisation de la peau.
Plusieurs moyens préventifs peuvent cependant contribuer à réduire les dommages subit par la peau en cas de radiothérapie. Il peut ainsi être conseillé, en amont du traitement, d'utiliser du savon surgras, d'éviter autant que possible d'irriter la peau et de l'hydrater

## Exemples rapportés de radiodermites
Depuis 1896, des cas de radiodermites ont commencé à être rapporté. L'une des premières description de la radiodermite aigüe a été faite par Henri Becquerel et portait sur les dommages qu'il avait lui-même subit du fait de son exposition à des matières radioactives.
On peut noter le cas d'un jeune américain ayant été soumis à une transillumination lors d'une foire commerciale, et qui développa une radiodermite.
Clarence Dally, un assistant de Thomas Edison, développa plusieurs sur le bras, entrainant une amputation puis la mort en 1904.

## Autres affections liées aux irradiations
Les zones irradiées sont le siège de nombreuses dermatoses dont une partie seulement est englobée par le terme radiodermite : leucomélanodermie de Fournier, pemphigoïdes, pemphigus, érythèmes polymorphes, dermatophyties, morphées, lichen scléreux, porphyrie cutanée tardive, lupus, acné comédonienne ou inflammatoire… L'irradiation peut jouer un rôle déclenchant ou seulement favorisant.